# SMO
SMO (social media optimization) — це один із сучасних методів зовнішнього просування ресурсу, який володіє однією відмінною рисою — просування сайту відбувається без будь-якої участі сайту в пошукових системах.
Таким чином, по суті, власнику проекту не варто думати про те, які сторінки сайту потрапили в індекс, які — ні, на яких позиціях зараз знаходиться його ресурс, кількість зовнішніх посилань і т. д. Все це стає неважливо. Головне — правильно оптимізувати сайт під користувачів, а не під пошукових роботів.

## Переваги SMO оптимізації
Переваги SMO оптимізації, в порівнянні з SEO:
- Оптимізація сайту під соціальні медіа відбувається без участі пошукових систем. Головне — провести якісну рекламну кампанію, зацікавити потенційних покупців і дати їм детальну інформацію про свій продукт.
- Робота з людьми. Люди, які знаходяться в «соціальному сегменті»[1] інтернету приходять в нього за одним — за спілкуванням. Спілкування — це основна складова SMO. Завдання SMO оптимізатора — створити на своєму ресурсі атмосферу спілкування між користувачами, і що найважливіше — це спілкування користувачів з власником ресурсу. Цей момент значно підвищить конверсію, так як люди будуть більше довіряти продукту, за рахунок спілкування з власником проекту.
- SMO оптимізація може успішно співпрацювати з SEO просуванням. Обидва ці методи жодним чином не заважають один одному, оскільки мають різні «поля дії». Єдине, що вам потрібно, це — мати велику кількість грошей на просування ресурсу відразу в двох різних напрямках.
- Основа SMO просування — це контент. У випадку зі SMO оптимізацією контент не повинен писатися 50/50 — наполовину для пошукових роботів, наполовину для людей. У SMO контент повинен писати тільки для людей. Грамотно написаний контент значно підвищує ефективність SMO просування і переходить в розряд «вірусного».
- «Живий» сайт. Ресурс завжди повинен поповнюватися новою, корисною інформацією, що б відвідувач кожен день міг на нього заходити і пізнавати для себе щось нове.

## 5 правил SMO
Появу поняття SMO пов'язують з публікацією Рохіта Баргави [Архівовано 12 липня 2007 у Wayback Machine.] 2006 р., в якій він сформулював 5 правил SMO:
- створювати такий контент, який користувачі самі захочуть поширювати в мережі;
- максимально спростити додавання контенту з сайту в соціальні мережі, закладки, RSS-агрегатори;
- заохочувати тих, хто на вас посилається;
- забезпечити експорт контенту на інші сайти, обов'язково з посиланням на джерело (тобто ваш ресурс);
- заохочувати створення сервісів, які будуть поширювати ваш контент.

## Джерело
- SMO [Архівовано 21 лютого 2014 у Wayback Machine.] — SEO Словник